# Metamateriál

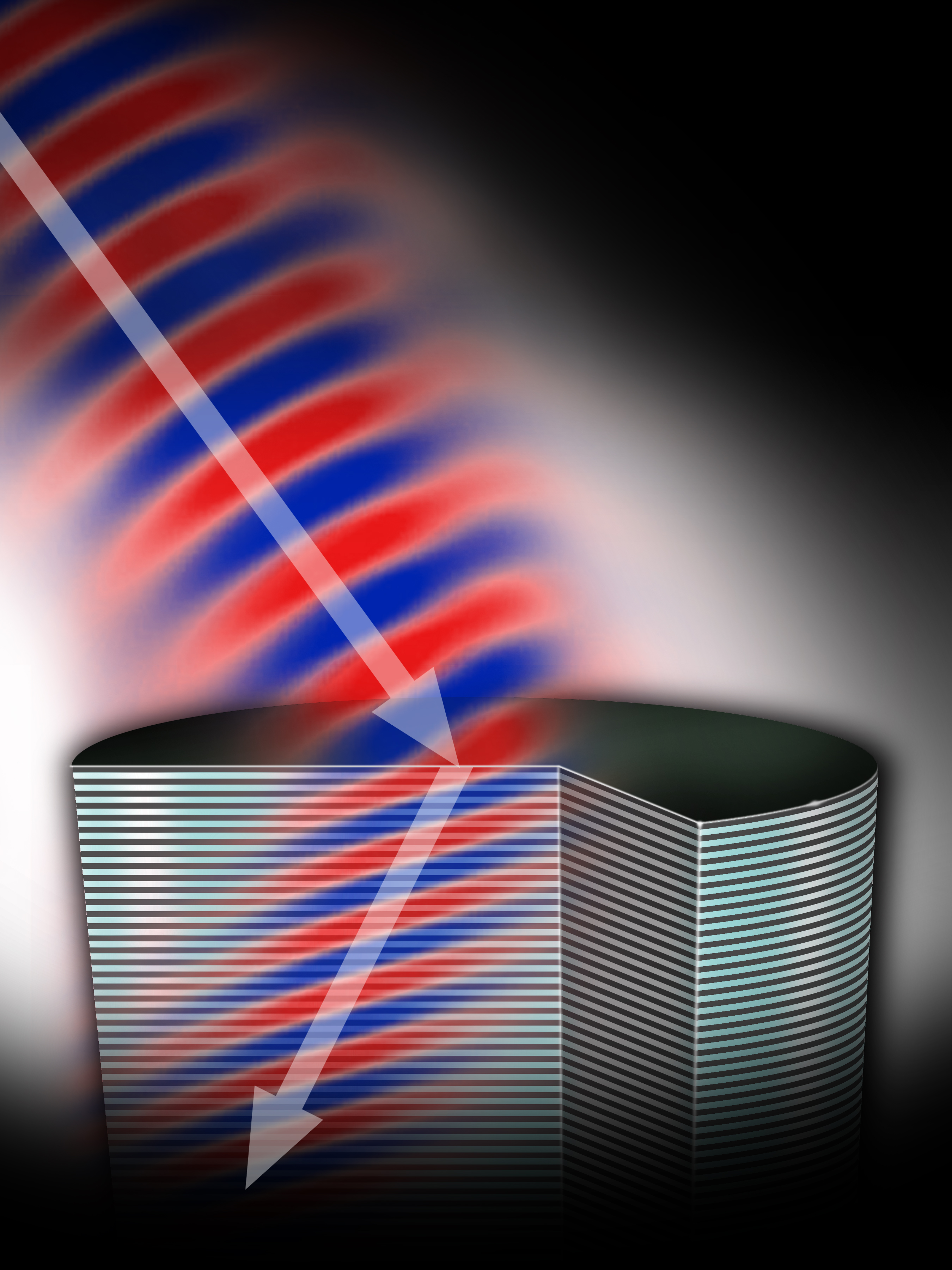
Umělecké ztvárnění materiálu, který láme světlo tak, jak v přírodě není možné.

Metamateriál je uměle vyrobený kompozitní materiál, který díky své vnitřní struktuře získává neobvyklé a nové elektrické a magnetické vlastnosti a také některé optické charakteristiky (permitivitu, permeabilitu, index lomu), které se u běžných přírodních látek nevyskytují. Tyto vlastnosti vykazovaly v roce 2007 vyráběné metamateriály pouze v určitém rozsahu vlnových délek, jinde se chovaly jako běžné prostředí.

## Záporná permitivita
Prostředí se zápornou permitivitou (vektory D (elektrická indukce) a E (intenzita elektrického pole) míří opačným směrem) je známo ve fyzice plazmatu. Uměle ho lze vytvořit například pomocí soustavy paralelních drátků.
Dopadající elektromagnetická vlna bude v oblasti rezonance absorbována a nebude prostředím procházet. Rozsáhlé pole drátků má vzhledem k vlně relativně izotropní odezvu a je snadno zkonstruovatelné pro radiové i vyšší frekvence. Při dalších objevech v oblasti nanotechnologií, za dodržení malých rozměrů a nanovláken nebude problém takové pole realizovat i v optické oblasti (ve viditelném spektru).

## Záporná permeabilita

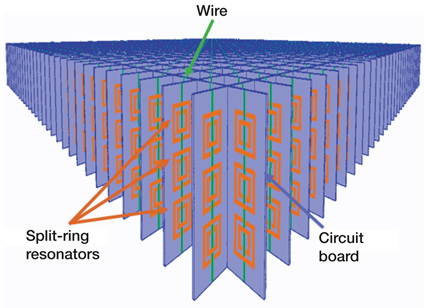
Split Ring Resonator, kruhový štěrbinový rezonátor. Základní součástka metamateriálů se zápornou permeabilitou navržená Johnem Pendrym z Imperial College London v roce 1999

První návrh na metamateriálu s zápornou permeabilitou pochází od Johna Pendryho z roku 1999. Metamateriál je složen z mnoha se opakujících štěrbinových rezonátorů. V původním návrhu jde o dva koncentrické vodivé kroužky (vytvořené například z mědi), z nichž každý má štěrbinu na opačné straně. Kroužky jsou kapacitně i indukčně provázány. Elektromagnetická vlna dopadající kolmo na rezonátor v něm při rezonanci vybudí proud s jedním maximem tekoucí podél kroužků. Rezonátor se chová jako magnetický dipól s velmi intenzivní odezvou na elektromagnetickou vlnu. Možné jsou i vyšší rezonance na vyšších frekvencích s více maximy proudu tekoucího podél kroužků. Na opačných stranách každé štěrbiny se hromadí opačné elektrické náboje.
Základní návrh štěrbinového rezonátoru má při rezonanci i nenulový elektrický dipólový moment. Symetrické analogie mají elektrický dipólový moment nulový.

## Záporný index lomu
Strukturu kovových metamateriálů lze uspořádat tak, aby jimi procházelo světlo. Dosahuje se toho ovlivňováním vztahů mezi elektrickým polem, magnetickým polem a směrem toku záření. Použití různých profilů indexu lomu umožňuje výrobu metamateriálů, u nichž nastává rezonanční chování dielektrické permitivity, která má na rozdíl od kovových metamateriálů zanedbatelnou absorpci. Světlo neodrážejí, ale ani neabsorbují. Stavební prvky jejich povrchu jsou menší než vlnová délka záření, se kterým reagují. Tyto vlastnosti metamateriálů bývají médii prezentovány jako cesta k "plášti neviditelnosti" nebo obdobně.

Srovnání lomu v Left Handed metamateriálu a v konvenčním materiálu

Vlastnosti hypotetického materiálu se záporným indexem lomu teoreticky analyzoval ruský vědec Victor Veselago v roce 1968. Takový materiál by měl zcela mimořádné chování. Magnetické vektory B (magnetická indukce) a H (intenzita magnetického pole) by mířily opačným směrem, stejně tak elektrické E (intenzita elektrického pole) a D (elektrická indukce). Vektory k, E, B by tvořily levotočivou ortogonální soustavu, hovoříme tedy o Left Handed materiálu (materiál, který vykazuje současně zápornou permitivitu a permeabilitu). Poyntingův vektor určujíce směr přenosu energie by mířil na opačnou stranu než obvykle a grupová rychlost (ve směru přenosu energie) by měla proto opačný směr než fázová rychlost. Lom na rovinném rozhraní s Left Handed materiálem by probíhal na druhou stranu od kolmice než v běžném materiálu.
K vytvoření prostředí se záporným indexem lomu se osvědčila struktura dvou kovových destiček s otvory, oddělených vhodným dielektrikem. Vzdálenosti mezi otvory musely být menší, než je vlnová délka elektromagnetického záření. Jako dielektrikum byl použit oxid india a cínu, tloušťky pouhých 15 nm (což odpovídá několika desítkám molekulových vrstev). Na dielektrikum byly naneseny dvě vrstvy stříbra (33 nm), oddělené vrstvou hliníku (38 nm). Povrch stříbra dále chránila 10 nm vrstva hliníku. Otvory v kovových vrstvách byly rozmístěny tak, aby vrchní a spodní destička stříbra způsobila rezonanční pík permeability.

### Příklad
Fyzik Jason Valentine vysvětluje princip metamateriálů ovlivňující index lomu takto: „Když pozorujete rybu ve vodě, zdá se být o něco dál, než je ve skutečnosti. Podobně i hůl shora ponořená do vody se jakoby láme." "Kdyby se ale voda chovala jako jejich metamateriál, vše by bylo jinak." „Je to šílené, ale zdálo by se, že je ryba nad vodní hladinou."

### Neviditelnost
Předpokladem „neviditelnosti" je, že vlákna či spíše destičky povrchu "kouzelného pláště" jsou menší než vlnová délka záření, s nímž reagují.
Teoreticky tento fenomén vypočítal John Pendry z londýnské vysoké školy Imperial College společně s kolegy z americké Dukeovy univerzity. Pedryho tým v roce 2006 přišel s materiálem, který dokázal přesměrovat paprsky, pracoval, nicméně se týkal jen záření s větší vlnovou délkou, než jaké je lidské oko schopné zachytit. Pro záření s menší vlnovou délkou bylo zapotřebí vyvinout nanostrukturní metamateriál, u kterého je však přesné nastavení optických vlastností mnohem obtížnější záležitostí.
Zásadním přínosem v této oblasti je práce od dvou týmů z univerzity v Berkeley, obou vedených profesorem Xiang Zhangem, vyvinuly v roce 2008 metamateriál, který odklání i viditelné světlo. Jeden z týmů přitom využil střídání stříbrného nanovlákna a dielektrických kovových vrstev, které nakonec ještě provrtal. Látka, kterou v Berkeley vyrobili, měla záporný index lomu, mohla tedy ohýbat světlo kolem trojrozměrných objektů a vyvolat tak efekt jejich zmizení.
Látka byla směs kovových materiálů, keramiky, teflonu a vláknových kompozitů. „Neviditelným pláštěm“ bylo deset prstenců z tenkých pásů metamateriálu tvořeného optickými vlákny a měděnými cylindry. Takový objekt se dokázal skrýt před mikrovlnným zářením.
Do reálné výroby "neviditelného pláště" bylo v roce 2009 ještě daleko. V roce 2009 bylo třeba vyvinout nové metamateriály, které budou odvádět další typy záření, především viditelné světlo. Nebylo totiž možné zpracovávat paprsky klasické viditelné části spektra (světla). Princip "neviditelnosti" byl v roce 2009 ověřen jen v oblasti mikrovln (radarového záření) a to pouze v jedné rovině, nikoli v celém trojrozměrném prostoru. Neviditelný obal zatím vždy po sobě zanechal v mikrovlnách stopu, takže šel "zmizelý" předmět znovu vystopovat. V ideální situaci by plášť i s jakýmkoli předmětem byl zcela neviditelný. Pozorovatel by tedy vnímal pouze to, co se nachází za pláštěm a neměl by ani pojmout podezření, že skrytý předmět existuje. V roce 2009 nebylo také ani teoreticky jasné, jestli lze vytvořit objekt, který bude současně neviditelný v běžném světle, v radarových vlnách i třeba v infračerveném záření.
Profesor Pendry v roce 2007 tvrdil, že se podaří vytvořit plášť z metamateriálů, kterými půjde obalit bojové letadlo nebo tank. „Nemůžete ale chtít, aby neviditelný plášť byl příliš tenký. Nebude to nic, co by kolem vás vlálo ve větru," připomněl. Předpovídá, že půjde o pevnou konstrukci kolem předmětu, nikoliv o lehký plášť s kterým by bylo možné pohybovat.
Oba týmy z Berkeley jsou financované americkou vládou.
Neviditelnost pro mechanické vlny není možná.

## Budoucnost
Metamateriály jsou materiály budoucnosti, lidstvo v roce 2009 pouze začínalo s objevování jejich možností. Veselagova čočka v oblasti radiových frekvencí a nové typy filtrů elektromagnetických vln byly v roce 2009 ale již objeveny.
Metamateriály mohou být v budoucnosti využity:
- jako štěrbinový rezonátor, který se pod vlivem elektromagnetické vlny chová jako malý pasivní magnet může znamenat revoluci v magnetických materiálech, jejich použití a výrobě.
- jako levné vysoce výkonné magnety, které umožní nové druhy elektrických pohonů, od elektromobilů až po nové tiché a výkonné motorky pro harddisky.
- V prvním desetiletí 21. století ověřená odezva metamateriálů v terahertzové oblasti může vyřešit dosavadní neexistenci vhodných detektorů v této oblasti, zejména při letištních kontrolách nebo při zobrazovacích metodách v biomedicíně s ultravysokým rozlišením.
- Hypoteticky lze z metamateriálů v optice vytvořit perfektní rovinné čočky, čímž by nastala revoluce v astronomii, metamateriály tak najdou uplatnění i při konstrukci mikroskopů s dosud nevídanou rozlišovací schopností
- při výrobě integrovaných obvodů.